# Josef Pühringer
Josef Pühringer, né le 30 octobre 1949 à Traun, est un homme politique autrichien membre du Parti populaire autrichien (ÖVP).

## Biographie
Il est Landeshauptmann de Haute-Autriche entre le 2 mars 1995 et le 6 avril 2017.